# 太平洋標準時
| UTC-3:30 | ニューファンドランド標準時 （ニューファンドランド夏時間はUTC-2:30） |
| UTC-4    | 大西洋標準時（大西洋夏時間はUTC-3）                                 |
| UTC-5    | 東部標準時（東部夏時間はUTC-4）                                     |
| UTC-6    | 中部標準時（中部夏時間はUTC-5）                                     |
| UTC-7    | 山岳部標準時（山岳部夏時間はUTC-6）                                 |
| UTC-8    | 太平洋標準時（太平洋夏時間はUTC-7）                                 |
| UTC-9    | アラスカ標準時（アラスカ夏時間はUTC-8）                             |
| UTC-10   | ハワイ・アリューシャン標準時                                        |

| UTC+10 | チャモロ標準時 |
| UTC-11 | サモア標準時   |

太平洋標準時（たいへいようひょうじゅんじ、Pacific Standard Time: 略称PST）は、西海岸標準時（にしかいがんひょうじゅんじ）ともいい、協定世界時（UTC）を8時間遅らせた、主にアメリカ西海岸の地域の標準時である。「-0800（PST）」のように表示する。
なお、夏時間では協定世界時より7時間遅れ、太平洋夏時間（Pacific Daylight Time: 略称PDT）と呼ばれている。

## 名称について
アメリカとカナダでは、この時刻帯は総称的に太平洋時間（PT）と呼ばれる。
具体的に述べる場合は、標準時は太平洋標準時（PST）、夏時間は太平洋夏時間（PDT）を使用する。

## 該当地域

### カナダ
- ノースウエスト準州タングステン（英語版）
- ブリティッシュコロンビア州の大部分（イースト・クートニー地域、コロンビア・シュスワップ地域東部、セントラル・クートニー地域の一部、ノーザン・ロッキーズ地域、ピースリバー地域を除く）

### アメリカ合衆国
- アラスカ州ハイダー（英語版）（非公式）
- アイダホ州の北部（アイダホ郡サーモン川（英語版）以北）
- オレゴン州の大部分（マルヒュア郡北中部を除く）
- カリフォルニア州全域
- ネバダ州の大部分（エルコ郡ウェスト・ウェンドーヴァー（英語版）を除く）
- ワシントン州全域

### メキシコ
- コリマ州のうちクラリオン島（英語版）
- バハ・カリフォルニア州全域

## 主な該当都市
- ラスベガス
- ロサンゼルス
- サンフランシスコ・ベイエリア
- シアトル
- バンクーバー
- ポートランド
- オリンピア
- セイラム
- サンディエゴ